# Saurer 10DM
Le Saurer 10DM est un camion à trois essieux six roues motrices tout-terrain  d'une charge utile de 10 tonnes conçu par l'entreprise Adolph Saurer AG de Suisse, qui a été construit à partir de 1983 au moins à 400 unités. Un modèle similaire avec deux essieux et une charge utile moins importante mais plus maniable est le Saurer 6DM.

## Technologie
Le 10DM est un camion à châssis en échelle avec trois essieux pleins alimentés. 
Certains véhicules sont équipés d'un treuil Rotzler.

## Utilisateurs

### Militaires
Suisse400

## Galerie d'images

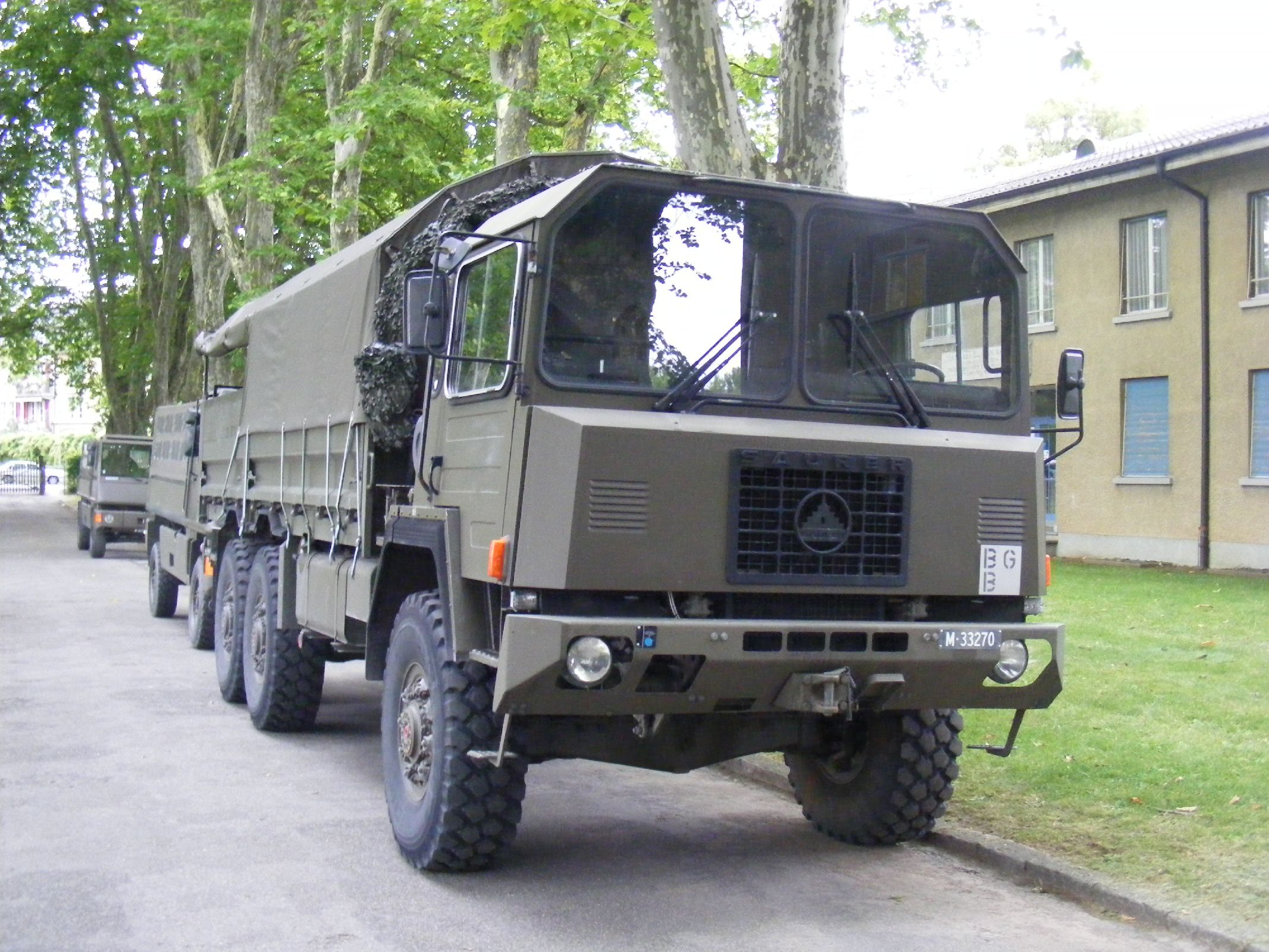
Saurer 10DM
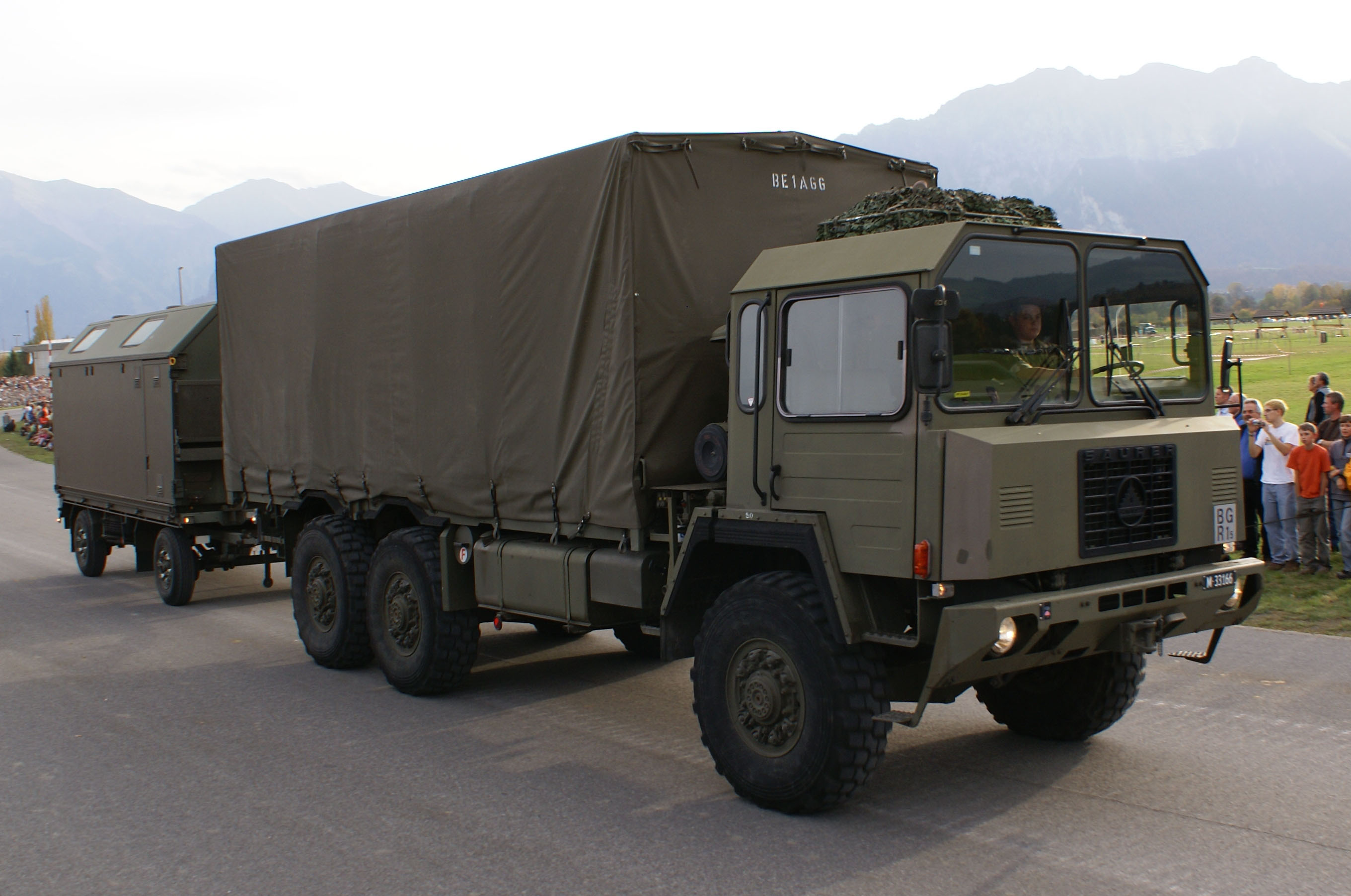
Camion de pièces de rechange avec la remorque atelier
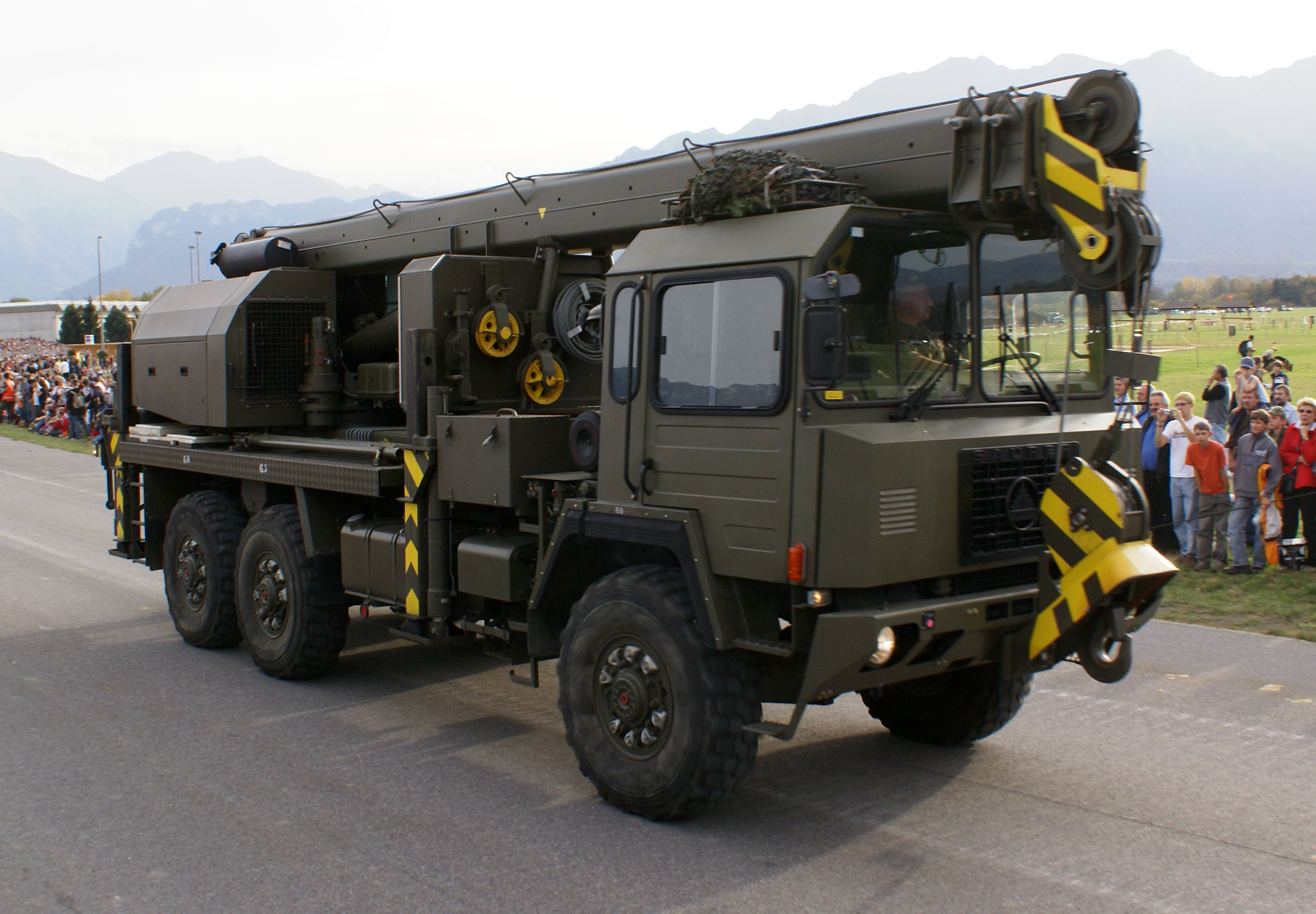
Camion grue Gottwald
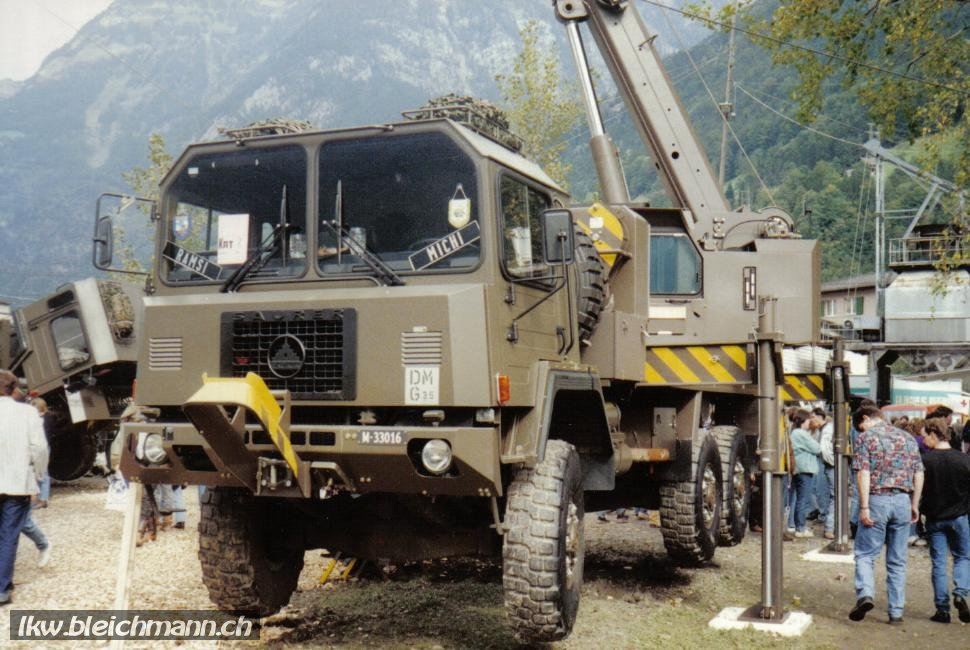
Camion grue Gottwald
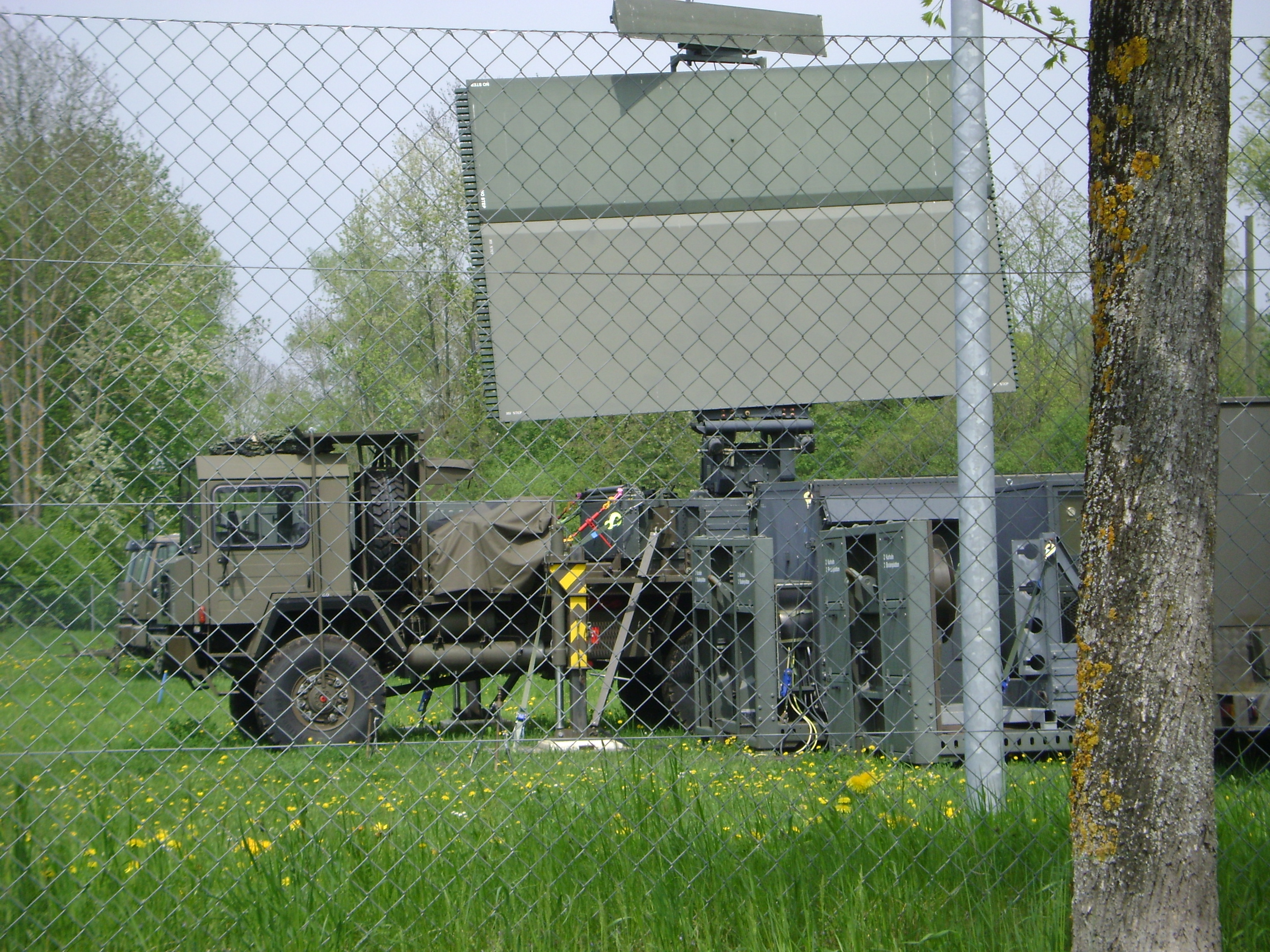
Saurer 10DM TAFLIR